# Erebia reductissima
Erebia reductissima är en fjärilsart som beskrevs av Müller 1928. Erebia reductissima ingår i släktet Erebia och familjen praktfjärilar. Inga underarter finns listade i Catalogue of Life.